# Dicranomyia (Dicranomyia) bicomifera
Dicranomyia (Dicranomyia) bicomifera is een tweevleugelige uit de familie steltmuggen (Limoniidae). De soort komt voor in het Neotropisch gebied.